# Atrophacanthus
Atrophacanthus is een monotypisch geslacht van straalvinnige vissen uit de familie van driepootvissen (Triacanthodidae). Het geslacht is voor het eerst wetenschappelijk beschreven in 1950 door Fraser-Brunner.

## Soort
- Atrophacanthus japonicus (Kamohara, 1941)